# Tyllinjärvi
Tyllinjärvi este o arie protejată (arie de protecție specială avifaunistică — SPA) din Finlanda întinsă pe o suprafață de 293 ha, integral pe uscat.

## Localizare
Centrul sitului Tyllinjärvi este situat la coordonatele 60°39′40″N 27°47′19″E / 60.6611°N 27.7886°E.

## Înființare
Situl Tyllinjärvi a fost declarat arie de protecție specială avifaunistică în august 1998 pentru a proteja 17 specii de animale.

## Biodiversitate
Situată în ecoregiunea boreală, aria protejată nu include niciun habitat protejat.
La baza desemnării sitului se află mai multe specii protejate de  păsări (17): rață sulițar (Anas acuta), gâscă de semănătură (Anser fabalis), stârc cenușiu (Ardea cinerea), buhai de baltă (Botaurus stellaris), bătăuș (Calidris pugnax), erete de stuf (Circus aeruginosus), Cygnus columbianus bewickii, lebădă de iarnă (Cygnus cygnus), șoimul rândunelelor (Falco subbuteo), cocor (Grus grus), Hydrocoloeus minutus, Mergellus albellus, corcodel-cu-gât-roșu (Podiceps grisegena), cresteț pestriț (Porzana porzana), rață cârâitoare (Spatula querquedula), chiră de baltă (Sterna hirundo), fluierar de mlaștină (Tringa glareola).
Pe lângă speciile protejate, pe teritoriul sitului au mai fost identificate 1 specie de păsări.